# Ivan Kuràtov
|  | Per a altres significats, vegeu «Kuràtov». |

Ivan Alekséievitx Kuràtov, rus: Ива́н Алексе́евич Кура́тов, en komi Куратов Ӧльӧш Вань, (1839-1875) fou un dels primers escriptors moderns en literatura komi. Va cantar l'opressió que patia el poble komi al seu llibre de poemes Meиам муза (La meva musa), que no fou publicat fins al 1921. La seva ideologia era naródnik, i el seu poema Iag mort és ple d'elements pagans i precristians. També considerava l'església ortodoxa un obstacle per als komi.